# Mulenvos
Mulenvos é uma cidade e município angolano que se localiza na província de Luanda.
Anteriormente correspondente às zonas de Capalanca e Estalagem do município de Viana, em 5 de setembro de 2024 foi elevada a condição de cidade e município da província de Luanda.
O município é constituído apenas pela comuna-sede.
O município recebe o nome do rio Mulenvos (ou rio Seco dos Mulenvos), que define todo o limite norte da municipalidade.